# Otar Martsvaladze
Otar Martsvaladze (géorgien : ოთარ მარცვალაძე), né le 14 juillet 1984 à Tbilissi en Géorgie, est un footballeur international géorgien, qui évolue au poste d'attaquant.

## Biographie

### Carrière de joueur
Otar Martsvaladze dispute 6 matchs en Ligue des champions, pour un but inscrit, et 3 matchs en Coupe Intertoto,.

### Carrière internationale
Otar Martsvaladze compte 21 sélections et 2 buts avec l'équipe de Géorgie entre 2006 et 2014. 
Il est convoqué pour la première fois par le sélectionneur national Klaus Toppmöller pour un match amical contre Malte le 1er mars 2006, où il marque son premier but en sélection durant cette rencontre (victoire 2-0). Il reçoit sa dernière sélection le 29 mai 2014 contre l'Arabie saoudite (victoire 2-0).

## Palmarès

### En club
- Avec le Dynamo Kiev
  - Champion d'Ukraine en 2007

- Avec l'Anji Makhatchkala
  - Champion de Russie de D2 en 2009

- Avec le Dinamo Tbilissi
  - Champion de Géorgie en 2014
  - Vainqueur de la Coupe de Géorgie en 2014

### Distinctions personnelles
- Meilleur buteur du Championnat de Russie de D2 en 2010 (21 buts)